# Gaussicuma dufresnae
Gaussicuma dufresnae is een zeekommasoort uit de familie van de Bodotriidae. De wetenschappelijke naam van de soort is voor het eerst geldig gepubliceerd in 1999 door Watling & Gerken.